# Византинизъм
Византинизъм, също така византизъм или византийщина, е понятие, което се използва в политологията, културологията и философията за означаване на политическата система и културата на Византийската империя и на нейните духовни наследници, особено балканските държави, Османската империя (вкл. Турция), както и Руската империя (вкл. Русия, Украйна и Беларус). Понятието византинизъм е създадено на Запад през 19 век. Терминът се използва главно в негативен смисъл и означава най-общо сбор от понятията лукавство, автократизъм, беззаконие, както и непотизъм, корупция и бюрокрация при функциониране на държавните структури. Тази негативна репутация на термина изтъква на преден план обърканата организация и работа на ведомствата, мудността на съдебните процедури, както и наличието на интриги и политическа нестабилност в обществото. Терминът е критикуван от професорът в Харвардския университет Димитър Г. Ангелов, който смята, че това е преувеличаване и изкривяване на реалното византийско наследство в посочените общества.